# Bureau de la lutte anti-terroriste
Pour l'insecte, voir blatte.
Le bureau de la lutte anti-terroriste (BLAT) est une unité opérationnelle française créée en 2003, spécialisée dans l'antiterrorisme, et dépendant de la sous-direction de la Police judiciaire (SDPJ) de la direction générale de la Gendarmerie nationale (DGGN).
Il est reconnu, par l'arrêté du 31 mars 2006, pris pour l'application de l'article 33 de la loi no 2006-64 du 23 janvier 2006 relative à la lutte contre le terrorisme, comme un des services spécialement chargés de la prévention et de la répression des actes de terrorisme. Il est aussi cité par l'arrêté du 7 avril 2011 du ministère de l'Intérieur relatif au respect de l'anonymat de certains militaires de la Gendarmerie nationale.
Il est chargé de coordonner, au niveau national, l'action des unités de police judiciaire ou services judiciaires de gendarmerie impliqués dans la lutte contre le terrorisme, les extrémismes violents ou encore les atteintes à la sûreté de l'État (SCRC, OCLAESP, SR notamment), et ce dans un esprit de pleine collaboration avec les services partenaires.
Au sein de la DGGN, il agit en étroite coordination avec la sous-direction de l'anticipation opérationnelle (SDAO), spécialisée dans le renseignement, créée par un arrêté du 6 décembre 2013.